# فريمونت أو. فيليبس
فريمونت أو. فيليبس هو قاضي ومحامي وسياسي أمريكي، ولد في 16 مارس 1856 في لافايت في الولايات المتحدة، وتوفي في 21 فبراير 1936 في مدينا في الولايات المتحدة. نشط حزبياً في الحزب الجمهوري. وقد انتخب عضو مجلس النواب الأمريكي ‏.